# Decio Lucio Grandoni
Decio Lucio Grandoni (Todi, 7 aprile 1928 – Todi, 21 marzo 2006) è stato un vescovo cattolico italiano.

## Biografia
Nacque a Todi, allora sede vescovile in provincia di Perugia, il 7 aprile 1928 da Silvestro e Irene Sciabordi.

### Formazione e ministero sacerdotale
Frequenta dapprima il seminario vescovile di Todi e poi il Pontificio seminario regionale umbro di Assisi.
Il 22 ottobre 1950 fu ordinato presbitero, nella cattedrale di Todi, dal vescovo Alfonso Maria de Sanctis.
Dopo l'ordinazione fu nominato cancelliere vescovile e, nel novembre 1950, parroco della parrocchia di San Benedetto in San Fortunato di Todi, restandovi fino alla nomina episcopale. Nel 1955 divenne canonico della cattedrale di Todi. Nella diocesi tudertina ricoprì anche altri incarichi: fu delegato diocesano per l'Università Cattolica del Sacro Cuore, assistente ecclesiastico diocesano degli scout e della sezione uomini di Azione Cattolica, consulente ecclesiastico diocesano del Comitato Civico e assistente ecclesiastico zonale delle ACLI.
Nel gennaio 1969, mons. Ugo Poletti, arcivescovo di Spoleto ed amministratore apostolico di Todi, lo scelse come suo vicario generale; lasciò così l'incarico di cancelliere vescovile. Nel luglio dello stesso anno, dopo la nomina a vicegerente della diocesi di Roma dell'arcivescovo Poletti, fu eletto vicario capitolare della diocesi di Todi.

### Ministero episcopale
Il 22 luglio 1972 papa Paolo VI lo nominò vescovo titolare di Atella ed ausiliare di Siro Silvestri, vescovo di Foligno e amministratore apostolico di Assisi e di Nocera-Gualdo. Il 9 settembre seguente ricevette l'ordinazione episcopale, nella cattedrale di Todi, dal cardinale Carlo Confalonieri, prefetto della Congregazione per i vescovi, coconsacranti Virginio Dondeo, vescovo di Orvieto e di Todi, e Siro Silvestri. La Santa Sede stabilì che risiedesse ad Assisi: da qui collaborò con il vescovo Silvestri in qualità di vicario generale per le tre diocesi.
Il 12 dicembre 1974 fu nominato da papa Paolo VI vescovo di Orvieto e di Todi, sedi unite in persona episcopi; succedette a Virginio Dondeo, deceduto il 6 agosto precedente. Il 30 settembre 1986, dopo la piena unione delle due diocesi, divenne primo vescovo di Orvieto-Todi.
L'8 novembre 2003 papa Giovanni Paolo II accolse la sua rinuncia, presentata per raggiunti limiti di età; gli succedette padre Giovanni Scanavino. Rimase amministratore apostolico della diocesi fino all'ingresso del successore, avvenuto il 27 dicembre successivo.
Morì a Todi, all'età di 77 anni, il 21 marzo 2006. Dopo le esequie fu sepolto nella cripta dei vescovi della concattedrale di Todi.

## Genealogia episcopale e successione apostolica
La genealogia episcopale è:
- Cardinale Scipione Rebiba
- Cardinale Giulio Antonio Santori
- Cardinale Girolamo Bernerio, O.P.
- Arcivescovo Galeazzo Sanvitale
- Cardinale Ludovico Ludovisi
- Cardinale Luigi Caetani
- Cardinale Ulderico Carpegna
- Cardinale Paluzzo Paluzzi Altieri degli Albertoni
- Papa Benedetto XIII
- Papa Benedetto XIV
- Papa Clemente XIII
- Cardinale Marcantonio Colonna
- Cardinale Giacinto Sigismondo Gerdil, B.
- Cardinale Giulio Maria della Somaglia
- Cardinale Carlo Odescalchi, S.I.
- Cardinale Costantino Patrizi Naro
- Cardinale Lucido Maria Parocchi
- Papa Pio X
- Papa Benedetto XV
- Papa Pio XII
- Cardinale Carlo Confalonieri
- Vescovo Decio Lucio Grandoni

La successione apostolica è:
- Cardinale Ennio Antonelli (1982)

## Opere
- Decio Lucio Grandoni, Unum corpus multi sumus noi siamo molti, ma in un solo corpo Rm. 12,5 : Lettera pastorale di Mons. Decio Lucio Grandoni ai sacerdoti diocesani, religiosi, religiose, e laici delle chiese di Orvieto e di Todi, Assisi: Tipografia Porziuncola, 1976.
- Decio Lucio Grandoni, I presbiteri provvidenziali cooperatori dell'ordine episcopale Christus Dominus 28-647 : Lettera pastorale ai presbiteri diocesani, ai religiosi, alle religiose e ai laici, Assisi: Tipografia Porziuncola, 1977.
- Decio Lucio Grandoni, Note pastorali sulla riforma liturgica: Ai presbiteri diocesani e religiosi, ai diaconi, alle religiose, ai laici delle Chiese particolari di Orvieto e di Todi, A, 1981.
- Decio Lucio Grandoni, La Diocesi, chiesa particolare, il suo vescovo e le istituzioni ecclesiali: Lettera pastorale di Mons. Decio Lucio Grandoni ai presbiteri diocesani e religiosi, ai diaconi, alle religiose, ai laici delle chiese particolari di Todi e di Orvieto, Todi: Altre Edizioni, 1984.
- Decio Lucio Grandoni, Direttive pastorali e insegnamento di Mons. Decio Lucio Grandoni 15 anno di episcopato in Orvieto-Todi, Viterbo: Tipografia Ceccarelli, 1990.
- Decio Lucio Grandoni, S. Martino 1. Papa e Martire : il padre adamantino : lettera pastorale del 25 marzo 1991, Todi: Nuova Grafica, 1991.
- Decio Lucio Grandoni, San Martino 1. papa e martire: documenti e iconografia locale / a cura della Diocesi di Orvieto - Todi nel 14 centenario della nascita, Todi: Litograf, 1991.
- Decio Lucio Grandoni, 25 di episcopato 1972-1997: Lettera pastorale, 1997.
- Decio Lucio Grandoni, Lettera pastorale di congedo, 2003.
- Decio Lucio Grandoni, La mia vita per il ministero sacerdotale cattolico, Todi: Tip. Tuderte, 2005.